# Società Sportiva Calcio Napoli 1969-1970
Questa voce raccoglie le informazioni riguardanti la Società Sportiva Calcio Napoli nelle competizioni ufficiali della stagione 1969-1970.

## Stagione
Nella stagione 1969-1970 il Napoli disputa il campionato di Serie A, con 31 punti si piazza in sesta posizione, lo scudetto è stato vinto per la prima volta dal Cagliari con 45 punti, davanti all'Inter con 41 punti. Retrocedono in Serie B il Brescia ed il Palermo con 20 punti ed il Bari con 19 punti.
Confermato l'allenatore Giuseppe Chiappella, arrivò a Napoli la vecchia gloria Kurt Hamrin, oltre ai più giovani Manservisi, Improta, Monticolo e Vianello; Cané viene ceduto al neopromosso Bari, mentre Claudio Sala è stato trasferito al Torino per 480 milioni di lire, cifra che all'epoca destò molto scalpore. La squadra chiuse al sesto posto il campionato, impreziosito da vittorie prestigiose come quella per (2-1) in casa dei campioni uscenti della Fiorentina a distanza di 25 anni. In Coppa Italia la squadra partenopea è stata inserita nel gruppo 7, vinto dal Foggia per differenza reti, avendo ottenuto tre punti tutte e quattro, Foggia, Napoli, Reggina e Casertana, la squadra foggiana passa così ai Quarti di finale della competizione. Nella Coppa delle Fiere ha superato nel primo turno i francesi del Metz, nel secondo turno i tedeschi dello Stoccarda, poi si è fermato negli Ottavi di finale, superato dagli olandesi dell'Ajax nei tempi supplementari della partita di ritorno.

## Divise
| Casa | Trasferta | Portiere |

## Organigramma societario
Area direttiva
- Presidente: Corrado Ferlaino

Area tecnica
- Allenatore: Giuseppe Chiappella

## Rosa

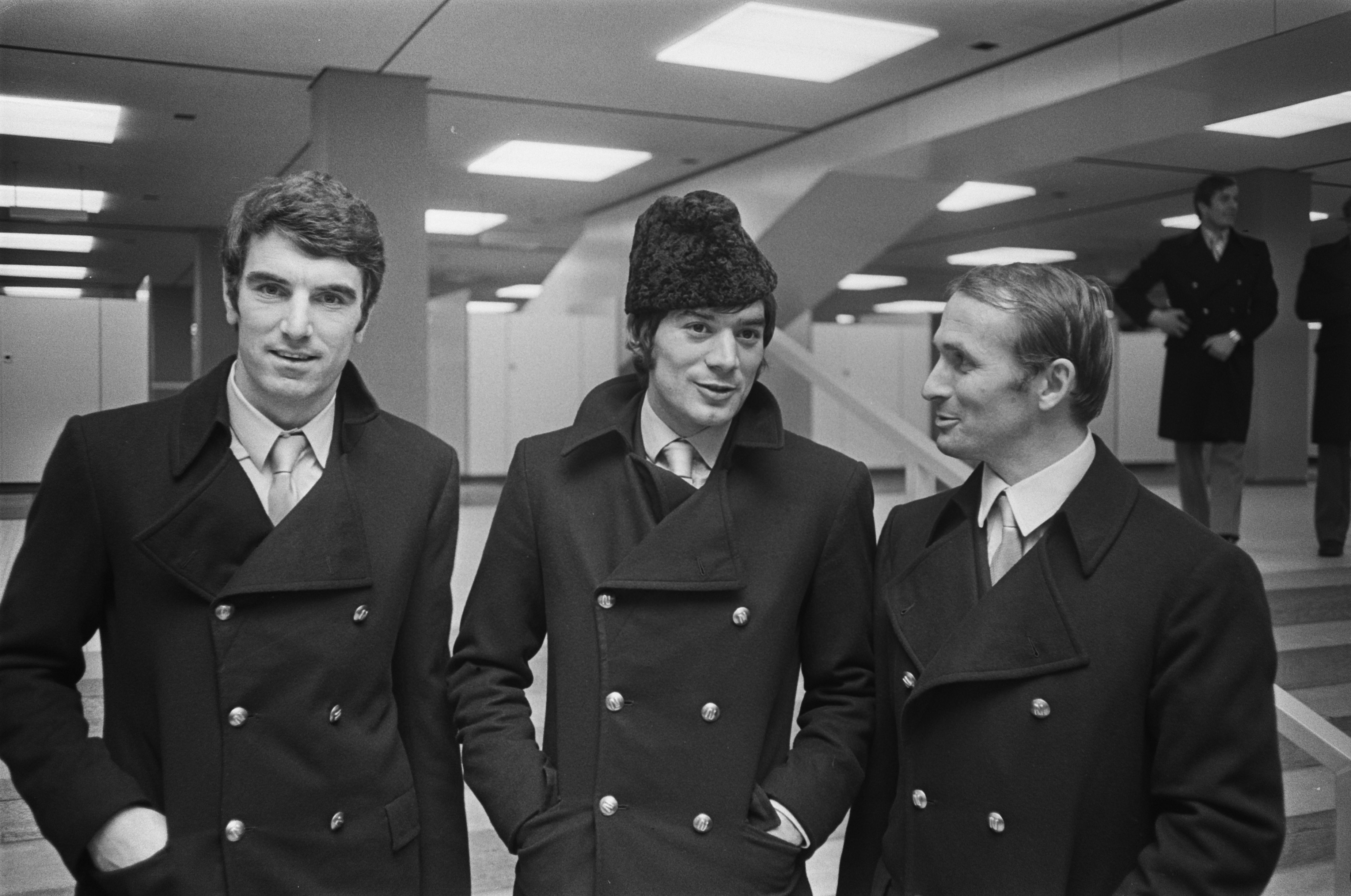
Zoff, il capitano Juliano e Hamrin all'aeroporto di Amsterdam-Schiphol nel gennaio 1970, per la trasferta di Coppa delle Fiere contro l'Ajax.

| N. |                   | Ruolo | Calciatore        |
| -- | ----------------- | ----- | ----------------- |
|    | Italia (bandiera) | P     | Marcello Trevisan |
|    | Italia (bandiera) | P     | Dino Zoff         |
|    | Italia (bandiera) | P     | Luigi Luongo      |
|    | Italia (bandiera) | D     | Salvatore Albano  |
|    | Italia (bandiera) | D     | Nello Florio      |
|    | Italia (bandiera) | D     | Luciano Monticolo |
|    | Italia (bandiera) | D     | Stelio Nardin     |
|    | Italia (bandiera) | D     | Dino Panzanato    |
|    | Italia (bandiera) | D     | Luigi Pogliana    |
|    | Italia (bandiera) | D     | Giacomo Vianello  |
|    | Italia (bandiera) | D     | Mario Zurlini     |
|    | Italia (bandiera) | C     | Ottavio Bianchi   |

| N. |                   | Ruolo | Calciatore                 |
| -- | ----------------- | ----- | -------------------------- |
|    | Italia (bandiera) | C     | Virginio Canzi             |
|    | Italia (bandiera) | C     | Antonio Juliano (capitano) |
|    | Italia (bandiera) | C     | Giovanni Improta           |
|    | Italia (bandiera) | C     | Vincenzo Montefusco        |
|    | Italia (bandiera) | A     | José Altafini              |
|    | Italia (bandiera) | C     | Antonio Oliva              |
|    | Italia (bandiera) | A     | Paolo Barison              |
|    | Italia (bandiera) | A     | Walter Berardi             |
|    | Italia (bandiera) | A     | Ivano Bosdaves             |
|    | Italia (bandiera) | A     | Gennaro Cavallino          |
|    | Svezia (bandiera) | A     | Kurt Hamrin                |
|    | Italia (bandiera) | A     | Pierpaolo Manservisi       |

## Calciomercato
| Acquisti | Acquisti             | Acquisti | Acquisti   |
| R.       | Nome                 | da       | Modalità   |
| -------- | -------------------- | -------- | ---------- |
| A        | Pierpaolo Manservisi | Pisa     | definitivo |
| A        | Ivano Bosdaves       | Brescia  | definitivo |
| D        | Luciano Monticolo    | Arezzo   | definitivo |
| A        | Virginio Canzi       | Lecco    | definitivo |
| A        | Kurt Hamrin          | Milan    | definitivo |
| C        | Giovanni Improta     | SPAL     | definitivo |
| D        | Giacomo Vianello     | Ternana  | definitivo |

| Cessioni | Cessioni      | Cessioni | Cessioni   |
| R.       | Nome          | a        | Modalità   |
| -------- | ------------- | -------- | ---------- |
| C        | Claudio Sala  | Torino   | definitivo |
| A        | Egidio Salvi  | Brescia  | definitivo |
| D        | Amedeo Stenti | Verona   | prestito   |
| A        | Cané          | Bari     | definitivo |

## Risultati

### Campionato

#### Girone di andata
| Arbitro: | Bernardis (Latina) |

|                               |           |                   |
| Vitali 30’, 63’ Cinesinho 45’ | Marcatori | 10’, 77’ Altafini |

| Arbitro: | Carminati (Milano) |

|  |           |              |
|  | Marcatori | 47’ Maraschi |

| Bari 28 settembre 1969 3ª giornata | Bari                | 0 – 0 | Napoli | Stadio della Vittoria\| Arbitro: \| Lo Bello (Siracusa) \| |
| Arbitro:                           | Lo Bello (Siracusa) |       |        |                                                            |

| Arbitro: | Torelli (Milano) |

|  |           |                       |
|  | Marcatori | 34’ Canzi 45’ Juliano |

| Napoli 12 ottobre 1969 5ª giornata | Napoli            | 0 – 0 | Roma | Stadio San Paolo\| Arbitro: \| Angonese (Mestre) \| |
| Arbitro:                           | Angonese (Mestre) |       |      |                                                     |

| Genova 19 ottobre 1969 6ª giornata | Sampdoria           | 0 – 0 | Napoli | Stadio Luigi Ferraris\| Arbitro: \| Francescon (Padova) \| |
| Arbitro:                           | Francescon (Padova) |       |        |                                                            |

| Arbitro: | Picasso (Chiavari) |

|  |           |               |
|  | Marcatori | 16’, 80’ Riva |

| Arbitro: | Lo Bello (Siracusa) |

|                     |           |  |
| Altafini 53’ (rig.) | Marcatori |  |

| Arbitro: | Toselli (Cormons) |

|           |           |  |
| Fogli 59’ | Marcatori |  |

| Napoli 30 novembre 1969 10ª giornata | Napoli          | 0 – 0 | Brescia | Stadio San Paolo\| Arbitro: \| Serafino (Roma) \| |
| Arbitro:                             | Serafino (Roma) |       |         |                                                   |

| Arbitro: | Gonella (Torino) |

|  |           |                         |
|  | Marcatori | 8’ Barison 45’ Altafini |

| Arbitro: | Acernese (Roma) |

|                |           |                   |
| G. Savoldi 46’ | Marcatori | 21’, 61’ Altafini |

| Napoli 21 dicembre 1969 13ª giornata | Napoli              | 0 – 0 | Inter | Stadio San Paolo\| Arbitro: \| Lo Bello (Siracusa) \| |
| Arbitro:                             | Lo Bello (Siracusa) |       |       |                                                       |

| Palermo 28 dicembre 1969 14ª giornata | Palermo               | 0 – 0 | Napoli | Stadio La Favorita\| Arbitro: \| De Marchi (Pordenone) \| |
| Arbitro:                              | De Marchi (Pordenone) |       |        |                                                           |

| Arbitro: | Di Tonno (Lecce) |

|                        |           |         |
| Hamrin 56’ Improta 70’ | Marcatori | 20’ Bui |

#### Girone di ritorno
| Arbitro: | Gussoni (Tradate) |

|               |           |  |
| Monticolo 66’ | Marcatori |  |

| Arbitro: | Sbardella (Roma) |

|              |           |                                |
| Ferrante 61’ | Marcatori | 39’ Bianchi 50’ (rig.) Improta |

| Arbitro: | Bernardis (Latina) |

|                    |           |  |
| Improta 75’ (rig.) | Marcatori |  |

| Arbitro: | Motta (Monza) |

|                                                      |           |  |
| Altafini 12’ Manservisi 36’ Bianchi 49’ Bosdaves 82’ | Marcatori |  |

| Arbitro: | Gonella (Torino) |

|                           |           |              |
| Salvori 1’ Cappellini 60’ | Marcatori | 87’ Altafini |

| Arbitro: | Acernese (Roma) |

|  |           |                     |
|  | Marcatori | 37’ Salvi 76’ Fotia |

| Arbitro: | D'Agostini (Roma) |

|                          |           |  |
| Gori 42’ Riva 64’ (rig.) | Marcatori |  |

| Torino 8 marzo 1970 23ª giornata | Juventus           | 0 – 0 | Napoli | Stadio Comunale\| Arbitro: \| Bernardis (Latina) \| |
| Arbitro:                         | Bernardis (Latina) |       |        |                                                     |

| Arbitro: | Francescon (Padova) |

|                |           |            |
| Manservisi 18’ | Marcatori | 28’ Rivera |

| Arbitro: | Lattanzi (Roma) |

|               |           |                         |
| Turchetto 63’ | Marcatori | 14’ Bianchi 71’ Juliano |

| Arbitro: | Gonella (Torino) |

|                |           |               |
| Manservisi 35’ | Marcatori | 16’ Chinaglia |

| Napoli 5 aprile 1970 27ª giornata | Napoli           | 0 – 0 | Bologna | Stadio San Paolo\| Arbitro: \| Sbardella (Roma) \| |
| Arbitro:                          | Sbardella (Roma) |       |         |                                                    |

| Arbitro: | Lattanzi (Roma) |

|          |           |  |
| Jair 31’ | Marcatori |  |

| Napoli 19 aprile 1970 29ª giornata | Napoli        | 0 – 0 | Palermo | Stadio San Paolo\| Arbitro: \| Motta (Monza) \| |
| Arbitro:                           | Motta (Monza) |       |         |                                                 |

| Arbitro: | Cantelli (Firenze) |

|              |           |  |
| Mascetti 61’ | Marcatori |  |

### Coppa Italia
| Arbitro: | Francescon (Padova) |

|              |           |             |
| Vallongo 69’ | Marcatori | 40’ Barison |

| Arbitro: | Motta (Monza) |

|              |           |  |
| Garzelli 65’ | Marcatori |  |

| Arbitro: | Possagno (Treviso) |

|                                     |           |              |
| Canzi 13’ Monticolo 67’ Juliano 70’ | Marcatori | 40’ Ballotta |

### Coppa delle Fiere
| Arbitro: | Siebert |

|                 |           |             |
| Szczepaniak 67’ | Marcatori | 8’ Bosdaves |

| Arbitro: | Nunes Leita |

|                                |           |             |
| Bianchi 41’ Improta 60’ (rig.) | Marcatori | 70’ Hausser |

| Stoccarda 12 novembre 1969 Sedicesimi andata | Stoccarda  | 0 – 0 | Napoli | Neckarstadion\| Arbitro: \| Kitabdjian \| |
| Arbitro:                                     | Kitabdjian |       |        |                                           |

| Arbitro: | Rosa Dias Nunes |

|           |           |  |
| Canzi 75’ | Marcatori |  |

| Arbitro: | Bucheli |

|                |           |  |
| Manservisi 37’ | Marcatori |  |

| Arbitro: | Glöckner |

|                                       |           |  |
| Swart 31’ Suurendonk 109’, 110’, 115’ | Marcatori |  |

## Statistiche
Statistiche aggiornate al 26 aprile 1970.

### Statistiche di squadra
| Competizione          | Punti | In casa | In casa | In casa | In casa | In casa | In casa | In trasferta | In trasferta | In trasferta | In trasferta | In trasferta | In trasferta | Totale | Totale | Totale | Totale | Totale | Totale | DR |
| Competizione          | Punti | G       | V       | N       | P       | Gf      | Gs      | G            | V            | N            | P            | Gf           | Gs           | G      | V      | N      | P      | Gf     | Gs     | DR |
| --------------------- | ----- | ------- | ------- | ------- | ------- | ------- | ------- | ------------ | ------------ | ------------ | ------------ | ------------ | ------------ | ------ | ------ | ------ | ------ | ------ | ------ | -- |
| Serie A               | 31    | 15      | 5       | 7       | 3       | 11      | 8       | 15           | 5            | 4            | 6            | 13           | 13           | 30     | 10     | 11     | 9      | 24     | 21     | +3 |
| Coppa Italia          | 3     | 1       | 1       | 0       | 0       | 3       | 1       | 2            | 0            | 1            | 1            | 1            | 2            | 3      | 1      | 1      | 1      | 4      | 3      | +1 |
| Coppa delle Fiere     | -     | 3       | 3       | 0       | 0       | 4       | 1       | 3            | 0            | 2            | 1            | 1            | 5            | 6      | 3      | 2      | 1      | 5      | 6      | -1 |
| Torneo Anglo-Italiano | -     | 3       | 1       | 0       | 2       | 5       | 5       | 2            | 1            | 0            | 1            | 5            | 5            | 5      | 2      | 0      | 3      | 10     | 10     | 0  |
| Totale                | -     | 22      | 10      | 7       | 5       | 23      | 15      | 22           | 6            | 7            | 9            | 20           | 25           | 44     | 16     | 14     | 14     | 43     | 40     | +3 |

### Statistiche dei giocatori
| Giocatore     | Serie A  | Serie A | Coppa Italia | Coppa Italia | Coppa delle Fiere | Coppa delle Fiere | Totale   | Totale |
| Giocatore     | Presenze | Reti    | Presenze     | Reti         | Presenze          | Reti              | Presenze | Reti   |
| ------------- | -------- | ------- | ------------ | ------------ | ----------------- | ----------------- | -------- | ------ |
| S. Albano     | 1        | 0       | -            | -            | 1                 | 0                 | 2        | 0      |
| J. Altafini   | 15       | 8       | 3            | 0            | 3                 | 0                 | 21       | 8      |
| P. Barison    | 14       | 1       | 2            | 1            | 5                 | 0                 | 21       | 2      |
| W. Berardi    | 2        | 0       | -            | -            | -                 | -                 | 2        | 0      |
| O. Bianchi    | 28       | 3       | 3            | 0            | 6                 | 1                 | 37       | 4      |
| I. Bosdaves   | 11       | 1       | -            | -            | 5                 | 1                 | 16       | 2      |
| V. Canzi      | 17       | 1       | 2            | 1            | 4                 | 1                 | 23       | 3      |
| G. Cavallino  | 2        | 0       | -            | -            | -                 | -                 | 2        | 0      |
| N. Florio     | 1        | 0       | -            | -            | -                 | -                 | 1        | 0      |
| K. Hamrin     | 5        | 1       | -            | -            | 1                 | 0                 | 6        | 1      |
| G. Improta    | 23       | 3       | 1            | 0            | 4                 | 1                 | 28       | 4      |
| A. Juliano    | 29       | 2       | 3            | 1            | 6                 | 0                 | 38       | 3      |
| P. Manservisi | 24       | 3       | 3            | 0            | 6                 | 1                 | 33       | 4      |
| V. Montefusco | 24       | 0       | 3            | 0            | 4                 | 0                 | 31       | 0      |
| L. Monticolo  | 26       | 1       | 3            | 1            | 5                 | 0                 | 34       | 2      |
| S. Nardin     | 16       | 0       | 3            | 0            | 3                 | 0                 | 22       | 0      |
| A. Oliva      | 1        | 0       | -            | -            | -                 | -                 | 1        | 0      |
| D. Panzanato  | 14       | 0       | 3            | 0            | 4                 | 0                 | 21       | 0      |
| L. Pogliana   | 28       | 0       | -            | -            | 6                 | 0                 | 34       | 0      |
| G. Vianello   | 5        | 0       | 2            | 0            | 2                 | 0                 | 9        | 0      |
| D. Zoff       | 30       | -21     | 3            | -3           | 6                 | -6                | 39       | -30    |
| M. Zurlini    | 30       | 0       | 1            | 0            | 5                 | 0                 | 36       | 0      |